# Bonaventura Pollés i Vivó
Bonaventura Pollés Vivó (Vilanova i la Geltrú, 7 de juliol de 1856 - Sevilla, 28 d'abril de 1918) fou arquitecte català que també destacà com a dibuixant i aquarel·lista. Autor de nombrosos edificis arreu del país, té dedicat un carrer a Barcelona.

## Biografia
Bonaventura començà els estudis d'Arquitectura a l'Escola de Madrid (1872 a 1876). Es va llicenciar en arquitectura per l'Escola de Barcelona el 24 de febrer de 1880. El 1880 fou designat el primer arquitecte municipal de Vilanova i la Geltrú fins al 1916. De 1885 al 1889 Bonaventura fou destituït del càrrec però després guanyà el càrrec en un concurs.
A Barcelona va ser ajudant de Lluís Domènech i Montaner en la construcció de l'Hotel Internacional amb motiu de l'Exposició Universal. Restaurà el palau del marquès de Castellvell per a seu de Foment del Treball Nacional. L'any 1898 va construir un edifici que avui du el seu nom a la Rambla de Catalunya, 72 de Barcelona. És autor de la seva pròpia casa situada a la rambla de Catalunya, de la cínica del doctor Cardenal al passatge Mercader i d'altres edificis de Barcelona. També és autor de la façana de l'Ajuntament de Sant Pere de Ribes.
A Vilanova fou l'autor del projecte de diversos edificis i construccions entre els quals destaquen la façana i campanar de l'església del Mar, el projecte del monument a Josep Tomàs Ventosa, la restauració de l'església de Sant Antoni, la construcció de la Casa de Santa Teresa per encàrrec de Víctor Balaguer i Cirera (1890), el panteó de Balaguer (1905), el projecte de reforma i ampliació del cementiri (1907), la reconstrucció del teatre del Bosc (1908), etc.
Viatjà molt per Espanya i Itàlia i redisí temporalment en algunes ciutats. També destacà com a dibuixant i aquarel·lista. Va fer diverses exposicions, la primera de les quals fou el 1901 a la Sala Parés, de Barcelona i també exposà a Sevilla on residí una llarga temporada. Poc després de la seva mort, el 1919, s'organitzà una exposició a la mateixa Sala Parés. Els temes de les seves obres eren els paisatges urbans i els monuments de les ciutats i paratges que visitava. Formà part de la Junta directiva de l'Associació d'Arquitectes de Catalunya on ocupà el càrrec de bibliotecari.
Llegà una casa de la Gran Via de Barcelona a l'Associació d'Arquitectes per establir-hi la seu social.